# Iglesia de Nuestra Señora de la Encarnación (Tahal)
La iglesia de Nuestra Señora de la Encarnación es una iglesia situada en el municipio almeriense de Tahal, en España.

## Historia
Durante la sublevación de los moriscos, acaecida durante el último tercio del siglo XVI, los templos de Tahal y Alcudia de Monteagud fueron incendiados y destruidos, posiblemente por el ejército de el Joraique. Mediante un proyecto encargado al obispo de Guadix pudieron ser reconstruidas. Así, a este templo se le pudo añadir una torre que cumpliría la doble finalidad de servir como campanario y, a la vez, convertirse en refugio en caso de la presencia de navíos berberiscos en las costas cercanas.
El mal estado del edificio en el siglo XIX llevó a su arreglo y ampliación durante el obispado de José María Orber. Llegada la guerra civil española, la iglesia fue quemada, aunque se pudieron salvar alguno de los objetos que había en su interior. Asimismo, su párroco en el momento, José Cano García, fue asesinado en el mismo contexto. Su última reforma fue en 2002, en la que se reforzó la cubierta. Tiene una planta de salón sin bóveda, está formada por una gran nave en el centro y dos a los laterales que forman tres capillas en cada lateral.